# Alain Carrier
Alain Carrier   (Sarlat e La Canedat, 14 d'octubre de 1924 - Senta Alvèra, 15 de desembre de 2020) és un cartellista i il·lustrador francès.
El 1999, el nom d'Alain Carrier va entrar al diccionari de Larousse. El 2003, 300 dels seus cartells van anar a la Biblioteca Nacional de França de París on es guarden. El 2006 es va constituir l'associació Amics d'Alain Carrier per preservar la seva obra. Ha estat cavaller de l'Orde del Mèrit Nacional des del 1982 i cavaller de la Legió d'Honor des del 2004.